# Peter Bartels (Radsportler)
Peter Tasman Bartels AO (* 4. Januar 1941) ist ein ehemaliger australischer Radrennfahrer und nationaler Meister im Radsport.

## Sportliche Laufbahn
Bartels war im Bahnradsport aktiv. 1962 gewann er das 1000-Meter-Zeitfahren bei den Commonwealth Games. Nachdem er 1958 zwei Titel bei den Junioren gewonnen hatte, wurde er 1959 nationaler Meister im 1000-Meter-Zeitfahren. Von 1960 bis 1962 gewann er diesen Titel erneut. 1961 holte er den Titel im Sprint. Er war einige Jahre lang Vorstandsmitglied der Australian Cycling Federation und der australische und ozeanische Delegierte in der Union Cycliste Internationale (UCI). 2002 wurde er in die Sport Australia Hall of Fame aufgenommen. Für Verdienste um die Gemeinschaft als Sportverwalter, insbesondere in den Bereichen Strategie- und Haushaltsplanung sowie Sportentwicklung und -förderung, und um den Unternehmenssektor wurde er 2004 zum Officer des Order of Australia ernannt.